# هنري جي. مورس
هنري جي. مورس (بالإنجليزية: Henry Grant Morse, Jr.) هو مهندس معماري أمريكي، ولد في 20 يونيو 1876 في كانتون في الولايات المتحدة، وتوفي في 28 مايو 1934 في Essex Fells, New Jersey ‏ في الولايات المتحدة.